# Mary (Turkmenistán)
Mary, dříve nazývané Merv, Meru a Alexandria Margiána, je město v oáze v poušti Karakum v Turkmenistánu, ležící na řece Murgháb. Je hlavním městem Maryjského kraje (vilájetu). V roce 2010 mělo Mary 126 000 obyvatel, což je o 34 000 více, než při cenzu v roce 1989. V blízkosti města se nacházejí ruiny starověkého města Merv.

## Etymologie
Atanyyazow uvádí, že se jméno „Muru“ objevuje v zoroastrijských textech vedle toponym Sogd (Sogdiana) a Bakhti (Baktrie) a že jméno „Margiána“ se objevuje vytesané do skal v íránském Behistúnu, přičemž je staré 2 500 let. Atanyyazow dodává, že „se jméno používalo v podobě Merv-ash-Shahizhan“, s pozdějšími podobami zahrnujícími Muru, Mouru, Margiána, Marg, Margush, Maru, Maru-shahu-jahan, Maru-Shahu-ezan, Merv a Mary, a že někteří badatelé vykládají slovo marg jako „zelená louka (green field)“ nebo „pastvina (grassland)“, přičemž poznamenávají, že v perštině může marg znamenat zdroj hospodářských zvířat.

## Historie
Starověké město Merv bylo oázovým městem na Hedvábné stezce. Ve 13. století bylo zničeno a jeho obyvatelé vyhlazeni Mongoly. Díky své poloze na Hedvábné stezce časem ožilo, aby bylo v 19. století opět z velké části zničeno kočovnými nájezdníky z kmene Teke. Edmund O'Donovan v roce 1882 popsal Merv jako
pouze „zeměpisné vyjádření.“ Znamená to určité obdělávané území, kde se půl milionů Bateke-Turkmanů živí pastevectvím, rabováním a zlodějstvím v kombinaci s karavanní dopravou mezi Bucharou a Mašhadem. Neexistuje žádný ústřední bod, který by se nyní dal nazvat Merv, pokud pominu místo, které se rozrostlo od mého příchodu. Mluvím o pevnosti Koushid Khan Kala (Kúšíd Chán Kala) na řece Murgháb...
V roce 1884 město obsadilo Ruské impérium, což vyvolalo Afghánskou krizi (Panjdehský incident) mezi Afghánistánem, britskými jednotkami a Ruskou carskou armádou. Moderní osada byla založena později téhož roku jako ruské vojenské a správní stanoviště. Jednotka Britské Indické armády složena z kulometného oddílu čítajícího 40 paňdžábských vojáku a jednoho britského důstojníka se v srpnu 1918 postavila na odpor bolševikům u města Merv, což byla první přímá konfrontace mezi britskými a ruskými jednotkami od Krymské války.
Sovětský svaz vybudoval v okolí Mary centrum pro pěstování bavlny pomocí rozsáhlého zavlažování. V článku Velké sovětské encyklopedii o Mary se píše,
Mary (do roku 1937 Merv), město, centrum Maryjského kraje (vilájetu) Turkmenské SSR. Leží na řece Murgháb a Karakumském kanálu. Křižovatka železničních tratí do Taškentu, Krasnovodsku (dnes Turkmenbaši) a Kušky (dnes Serhetabat). 67 tisíc obyvatel (1973; 8 500 v roce 1897, 37 tisíc v roce 1939, 48 tisíc v roce 1959). Velký závod na odmašťování vlny, bavlnářský závod, strojírenské závody, potravinářství:(mlýnský, pekařský, mlékárenský aj.), kožedělný průmysl, výroba koberců. V blízkosti Mary začala v roce 1973 fungovat Mary District State Electrical Power Plant. Lékařské a pedagogické vysoké školy. Muzeum historie revoluce. Činoherní divadlo.
V roce 1968 byly 20 kilometrů západně od města v plynovém poli Šatlyk objeveny obrovské zásoby zemního plynu.
Po rozpadu Sovětského svazu a vyhlášení nezávislosti Turkmenistánu se 18. května 1992 Mary stalo centrem Maryjského kraje (vilájetu).
V roce 2000 bylo vybudováno mnoho ulic a nových obytných čtvrtí. Byl postaven nový letištní terminál, nová budova Turkmenského státního energetického institutu, divadlo, nová knihovna, nové historické muzeum, Palác duchovnosti (turkmensky: Ruhiýet Köşgi), hotel Margush, lékařské diagnostické centrum, porodnicko-pediatrické lékařské centrum Ene Mähri, mešita Gurbanguly Hajji, stadion, jezdecký areál, krytý plavecký bazén a nová železniční stanice.
V roce 2012 bylo město vyhlášeno jedním z kulturních měst Společenství nezávislých států.

## Ekonomika
Mary je čtvrtým největším městem Turkmenistánu a velkým průmyslovým centrem pro zemní plyn a bavlnu, což jsou dva hlavní vývozní příjmy země. Je obchodním centrem pro bavlnu, obilniny, kůži a vlnu.

## Kultura

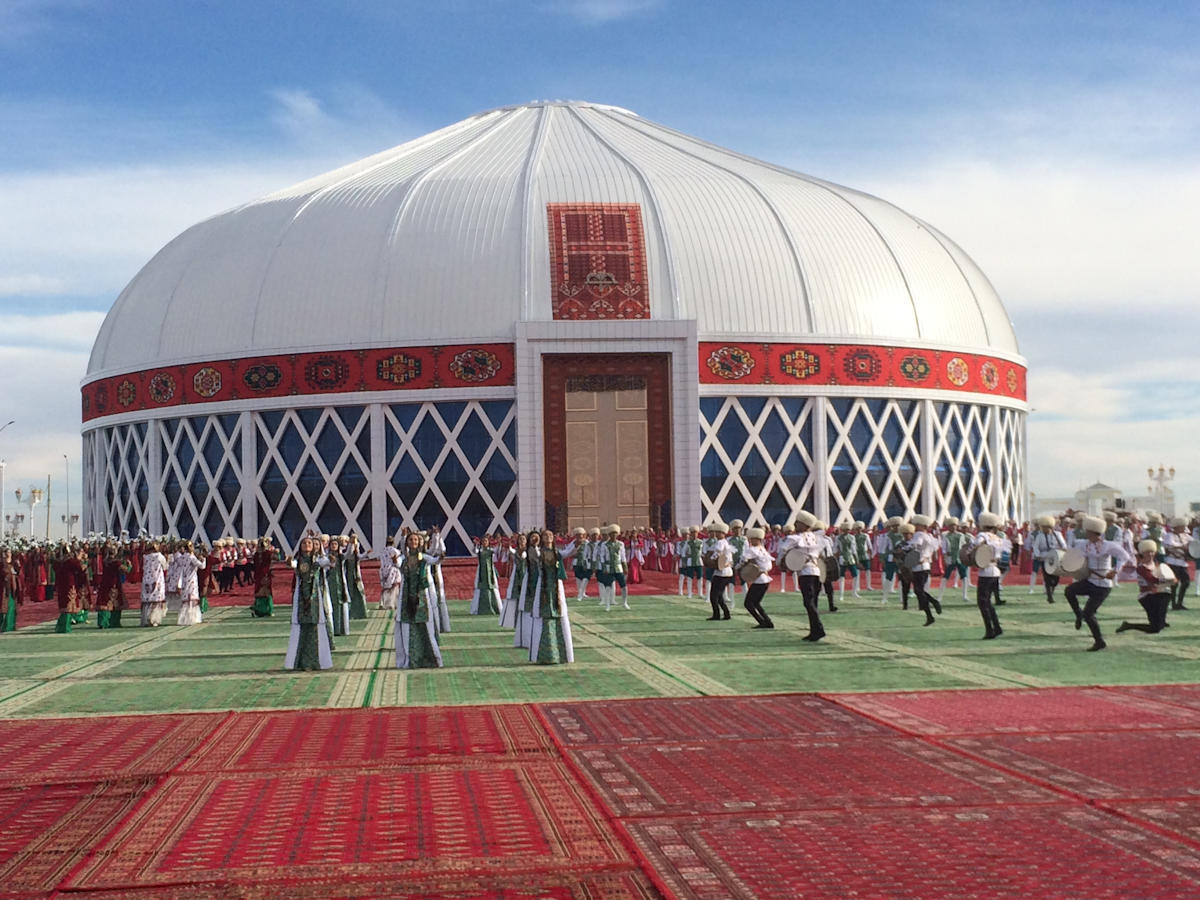
Největší jurta na světě v Mary

Mary je známé svým regionálním muzeem. Město leží v blízkosti starověkého města Merv.

## Sport
Hlavním fotbalovým týmem je Merw Mary (Merw FK), který hraje na stadionu Mary.

## Významní lidé
- Jelena Bonnerová - disidentka, aktivistka za lidská práva
- Edward Asadov - básník a spisovatel
- Myratgeldy Akmammedov - politik

## Galerie

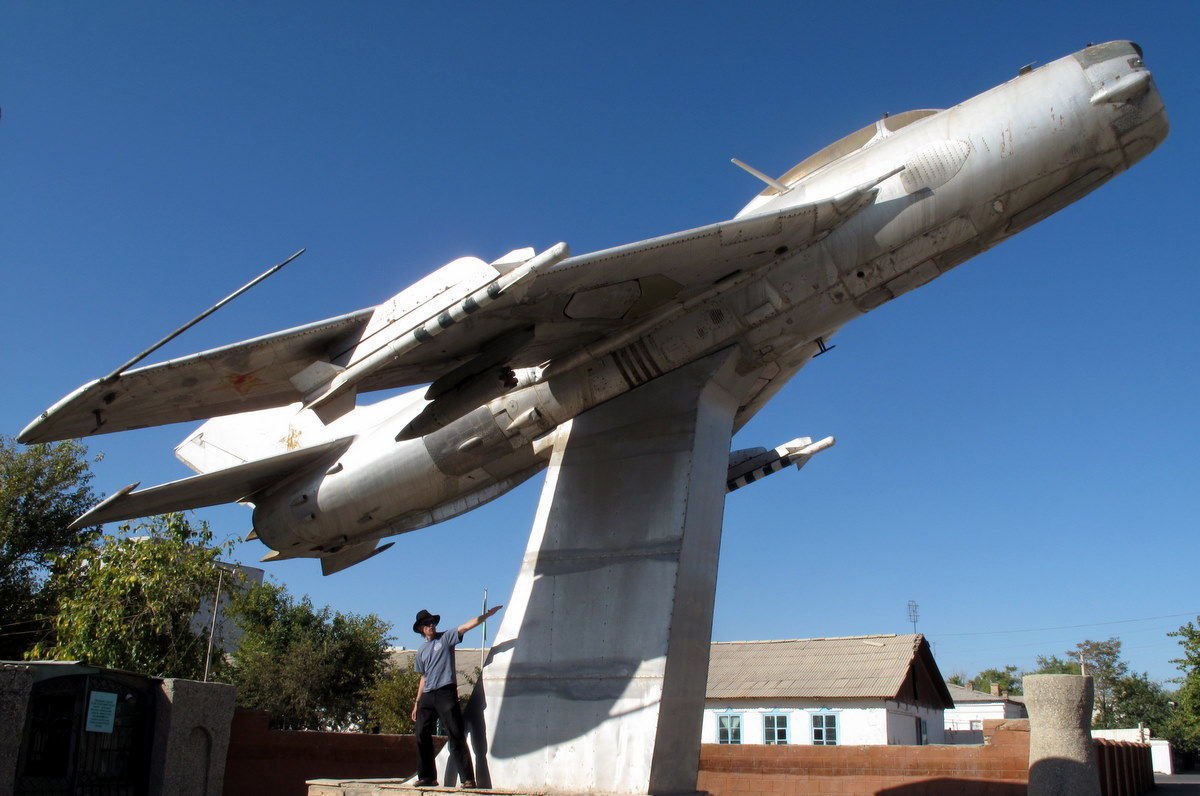
Pomník MiG v Mary
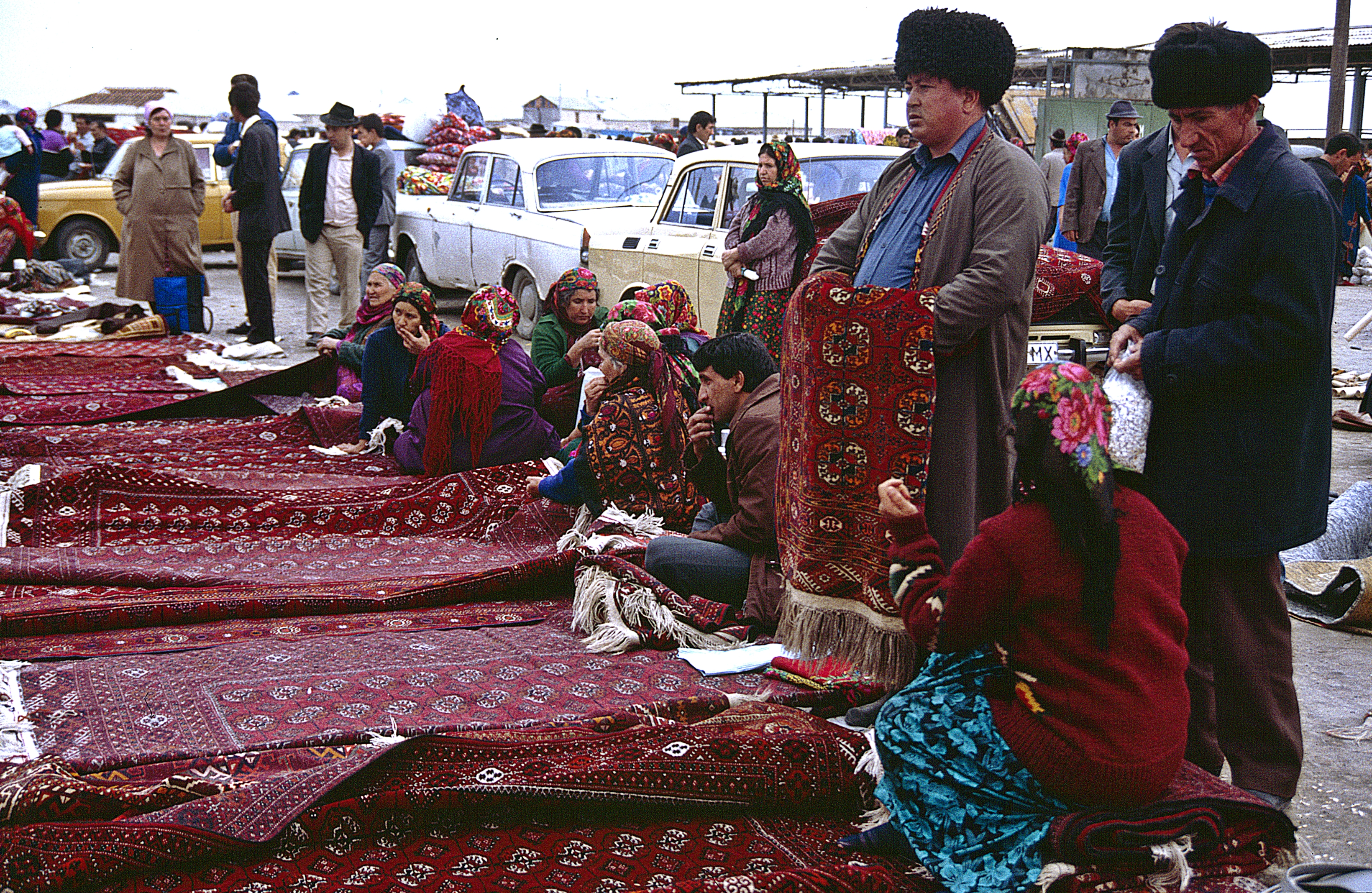
Trh v Mary, 1992
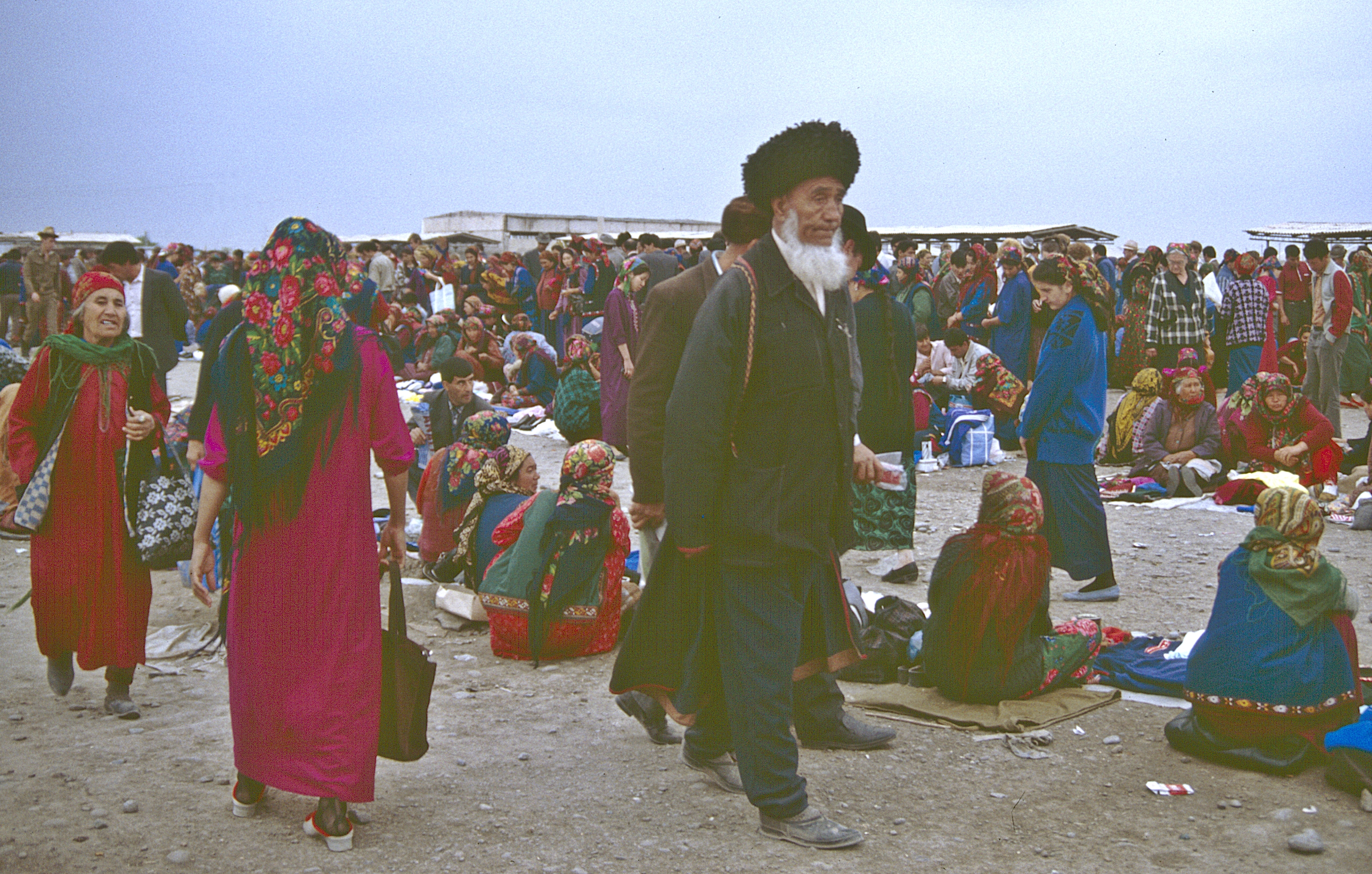
Trh v Mary, 1992
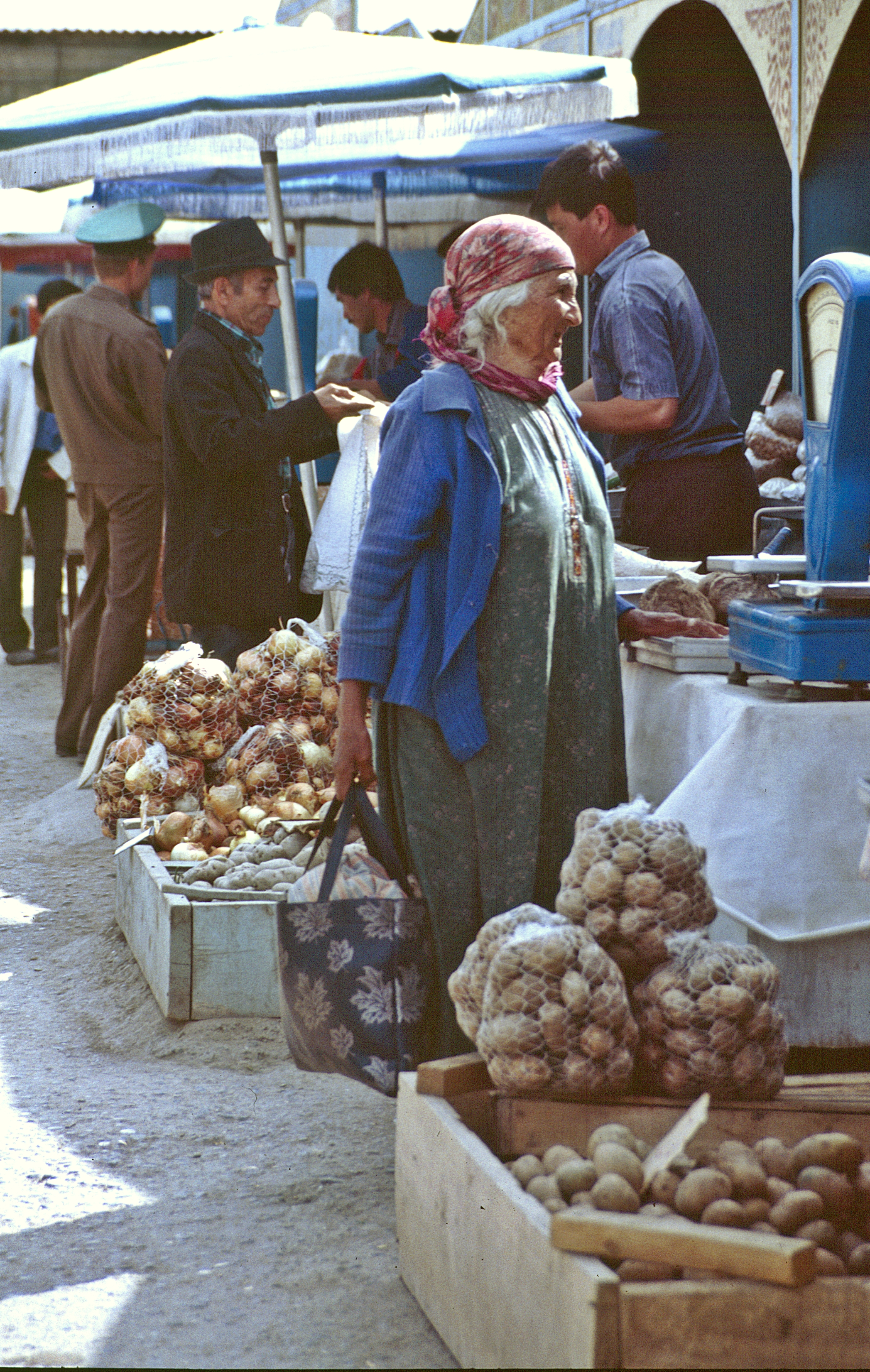
Trh v Mary, 1992
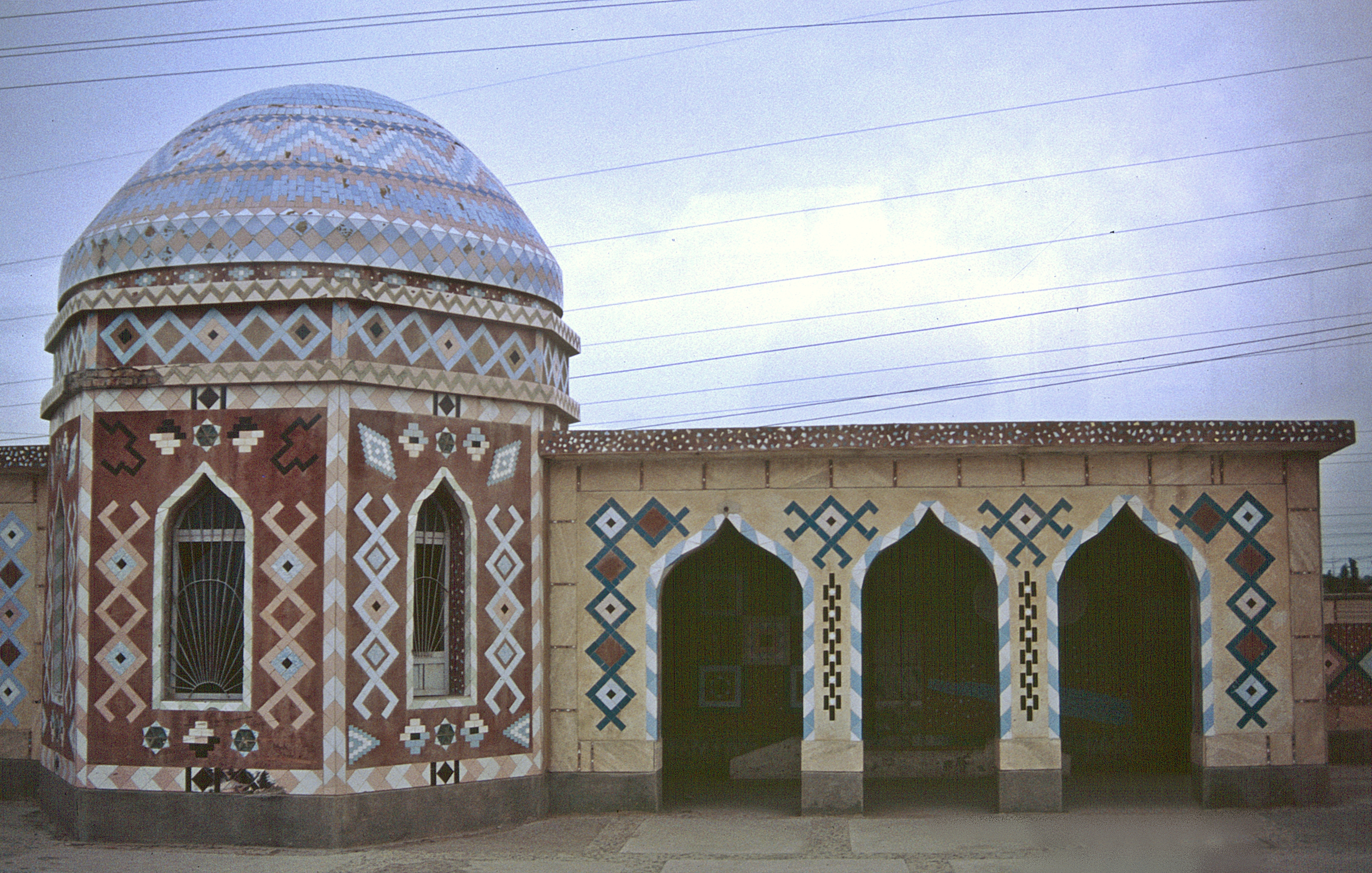
Autobusová zastávka, 1992
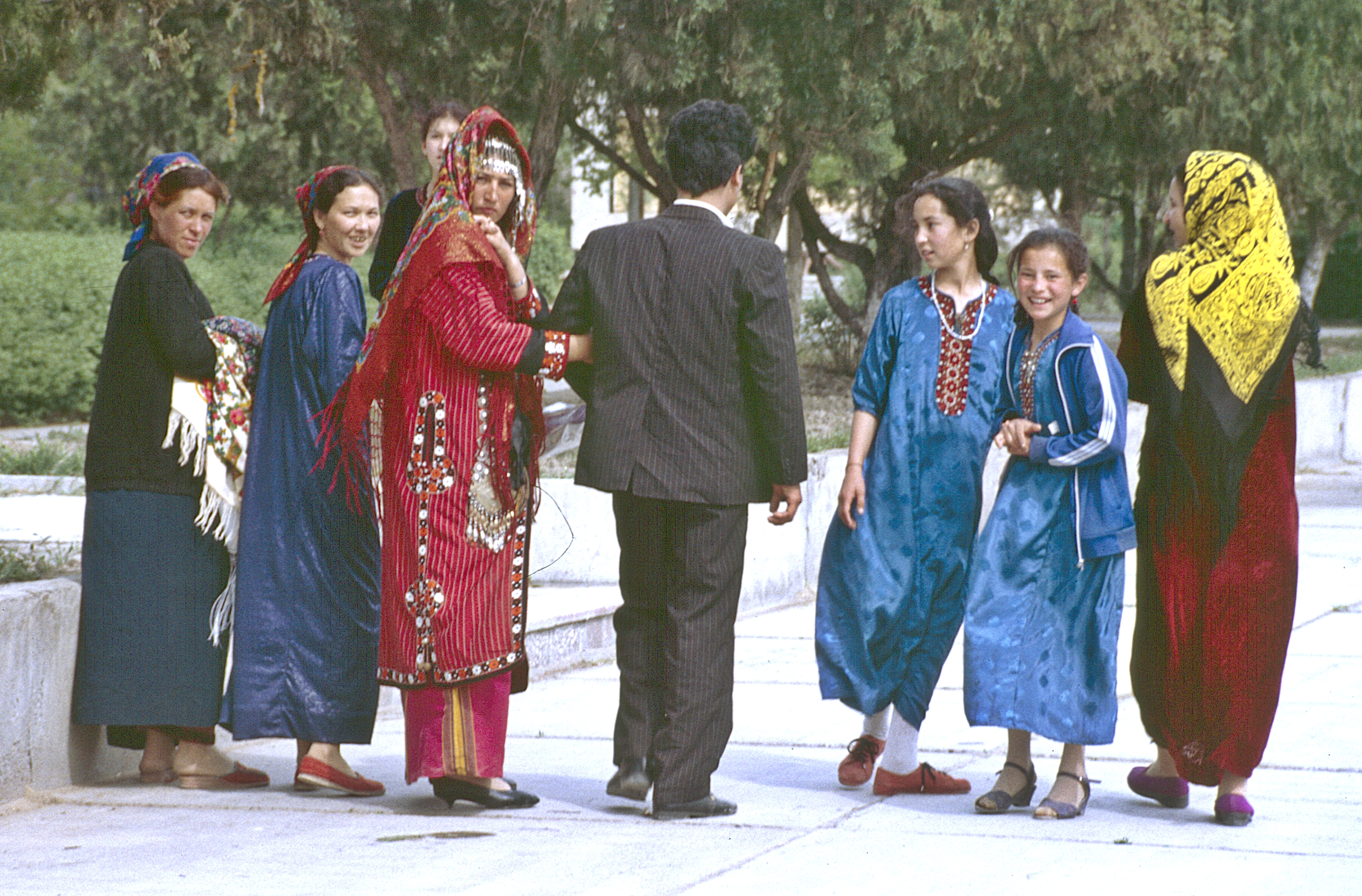
Svatba v Mary, 1992
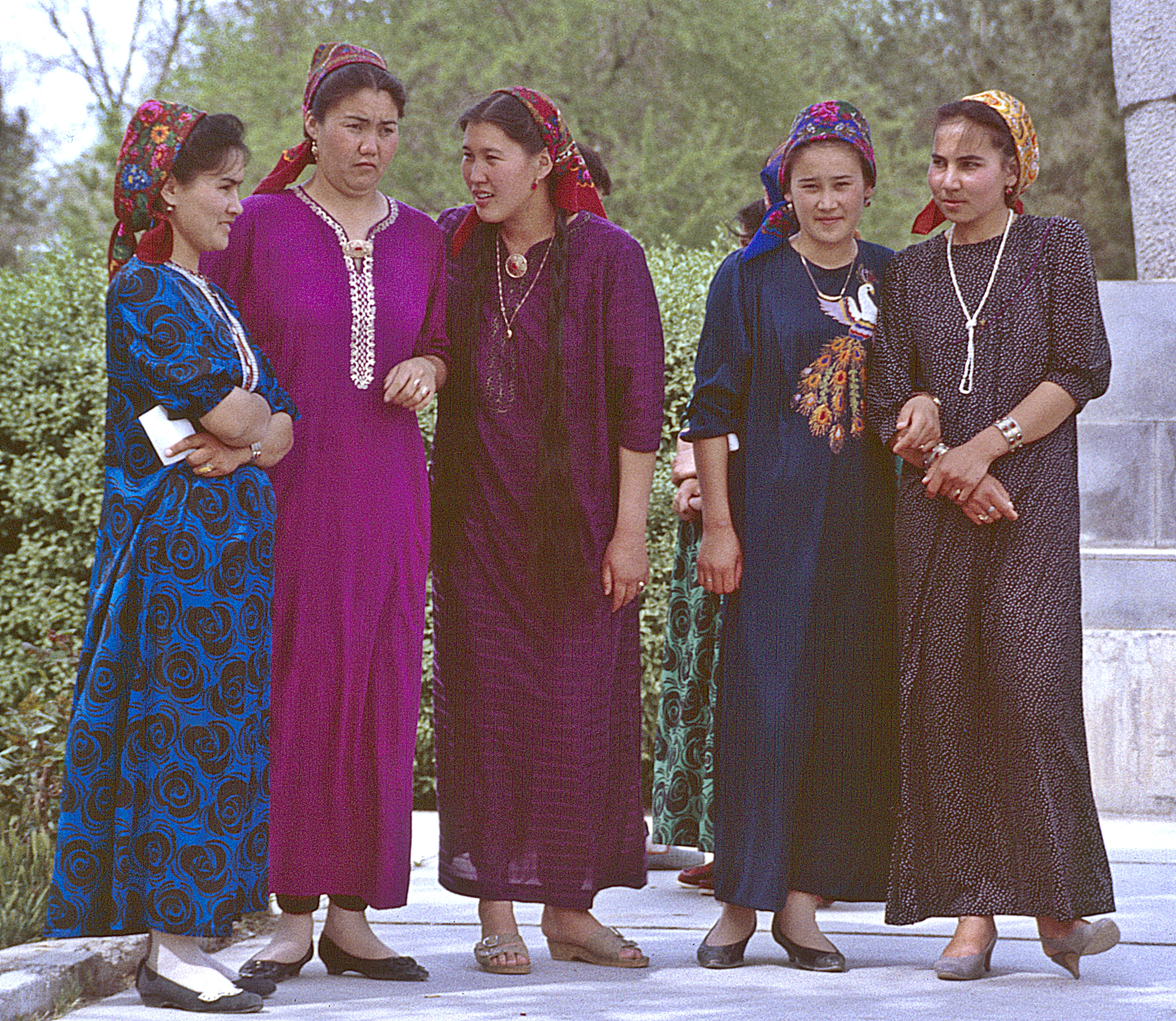
Ženy v Mary, 1992
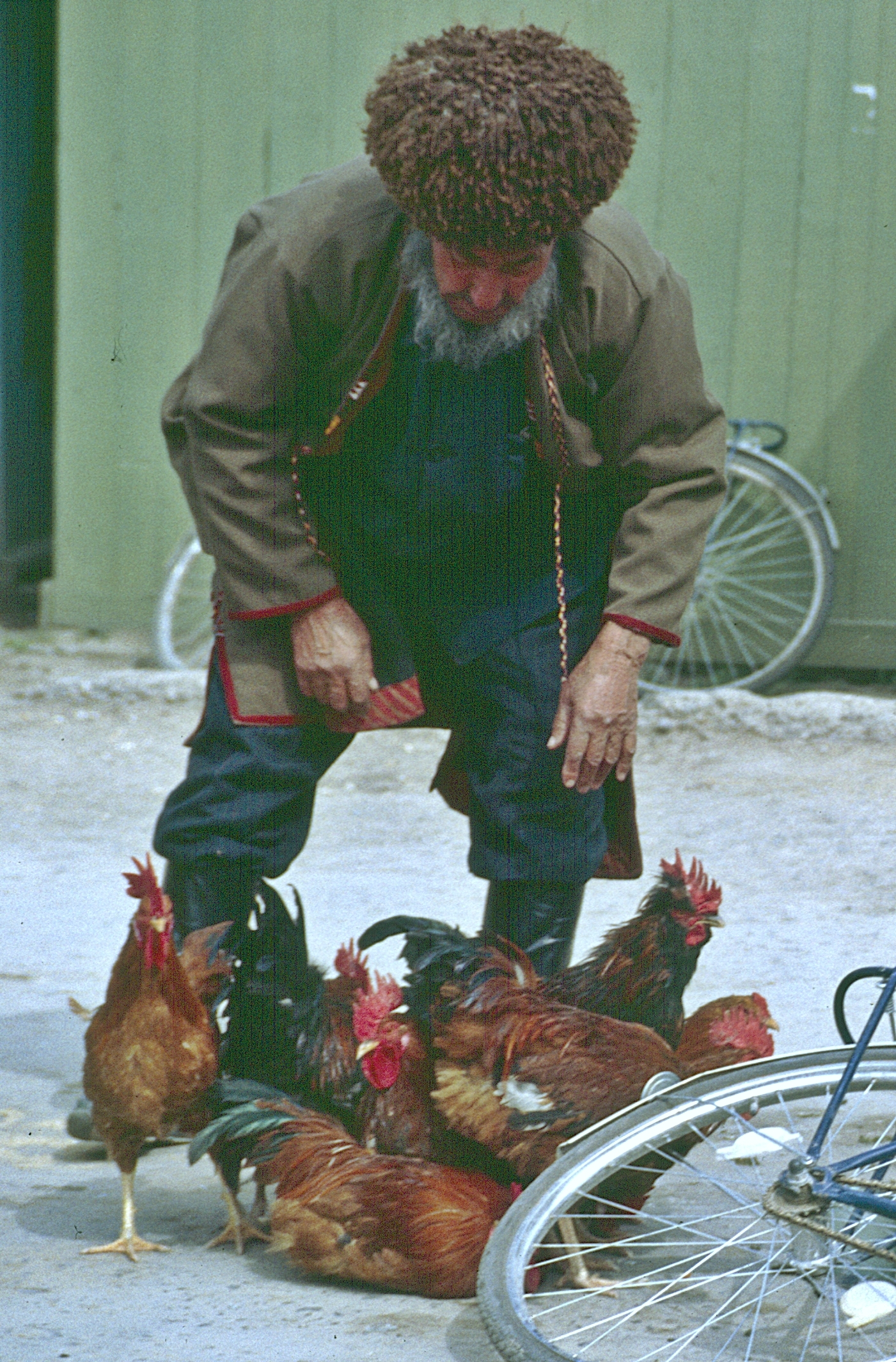
Trh v Mary, 1992
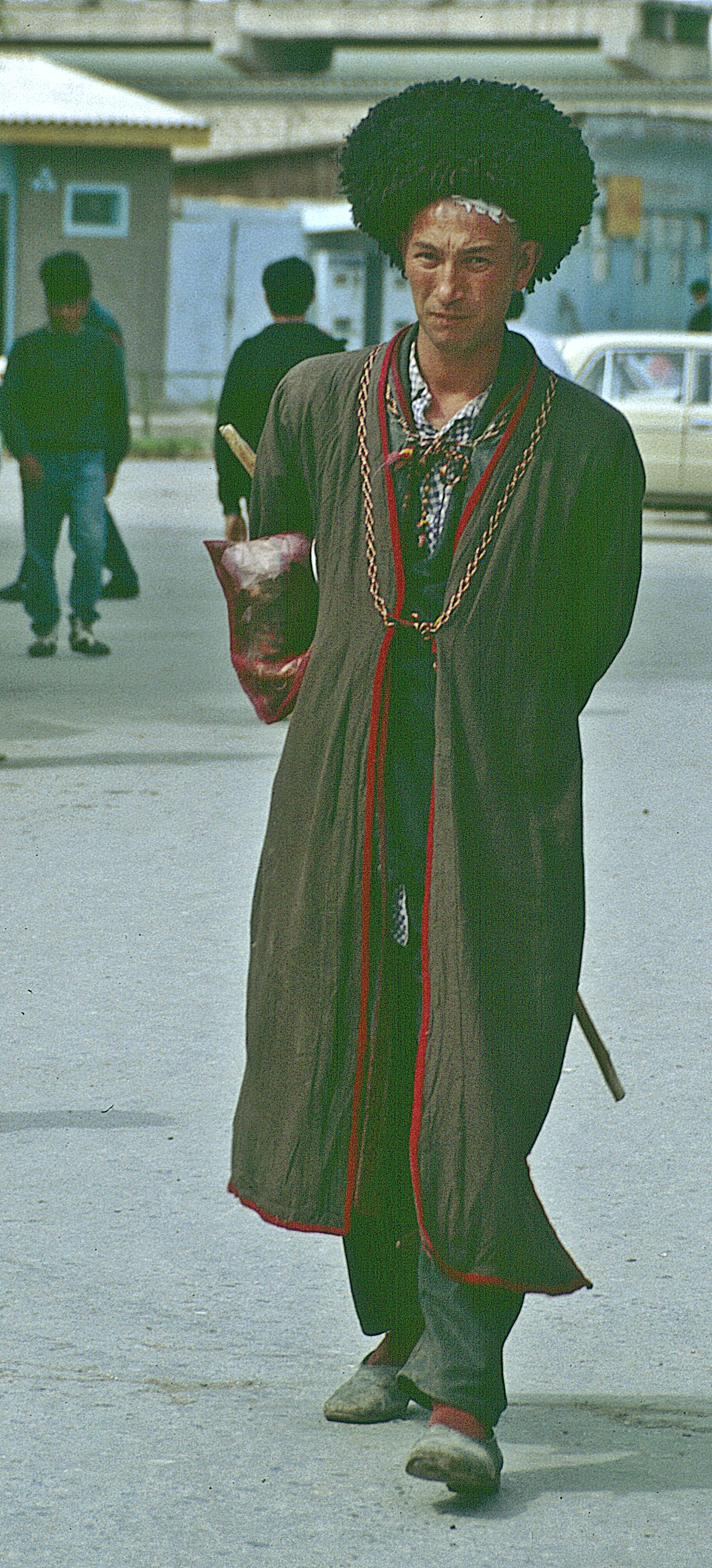
Muž v Mary v tradičním klobouku telpek, 1992

## Mezinárodní vztahy

### Partnerská města
- Džidda, Saúdská Arábie
- Samarkand, Uzbekistán
- Orel, Rusko
- Si-an, Čína